# Falsicingula aleutica
Falsicingula aleutica är en snäckart som först beskrevs av Dall 1887.  Falsicingula aleutica ingår i släktet Falsicingula och familjen Falsicingulidae.